# ジェンナーロ・ピレッリ
ジェンナーロ・ピレッリ（Gennaro Pirelli 2000年8月21日- ）はイタリア・ナポリ出身の柔道選手。階級は100kg級。

## 経歴
2019年の世界ジュニア90㎏級で3位になった。2021年にはU23ヨーロッパ選手権で優勝した。その後階級を100㎏級に上げると、2022年のグランドスラム・バクーで3位になった。グランドスラム・東京では伏兵ながら2回戦でオリンピックチャンピオンのウルフ・アロン、準決勝で植岡虎太郎、決勝で飯田健太郎にそれぞれ反則勝ちするなど、全て一本勝ちでIJFワールド柔道ツアー初優勝を飾った。2023年のグランドスラム・東京では準々決勝で前年に続いてウルフに反則勝ちするも、準決勝で新井道大に内股で敗れると、3位決定戦でもアゼルバイジャンのゼリム・コツォイエフに崩上四方固で敗れて5位に終わった。2024年のパリオリンピックでは2回戦でジョージアのイリア・スラマニゼに内股で敗れた。
IJF世界ランキングは1620ポイント獲得で24位(25/4/21現在)。

## 主な戦績
90㎏級での戦績
- 2019年 - ヨーロッパジュニア 団体戦　2位
- 2019年 - 世界ジュニア　3位
- 2021年 - U23ヨーロッパ選手権　優勝
- 2022年 - 地中海競技大会　5位

100㎏級での戦績
- 2022年 - グランドスラム・バクー　3位
- 2022年 -　グランドスラム・東京　優勝
- 2023年 -　グランドスラム・東京　5位
- 2024年 -　ヨーロッパ選手権　3位
- 2024年 - グランドスラム・ドゥシャンベ　優勝
- 2024年 - ヨーロッパオープン・ローマ　優勝
- 2024年 - グランドスラム・東京　2位
- 2025年 - ヨーロッパ選手権　3位

(出典、)